# Infineon
Infineon Technologies AG es una empresa fabricante de chips con sede en Múnich. Ex filial del grupo tecnológico Siemens, es considerada como el segundo fabricante europeo de chips.
Ha desarrollado diferentes proyectos al lado de IBM y junto a la firma de ropa Rosner GmbH & Co. han producido una chaqueta electrónica que reproduce música y está conectada a un teléfono móvil. Otras líneas de negocio son los semiconductores de potencia, memorias, aplicaciones industriales, smartcards, etc

## Actividades por área de negocio
Después de varias reestructuraciones, Infineon comprende cuatro áreas de negocio:
- Automotriz (ATV): Infineon suministra productos semiconductores para su uso en el tren de transmisión (control del motor y la transmisión), electrónica de confort (por ejemplo, dirección, amortiguación, aire acondicionado) y en sistemas de seguridad (ABS, airbag, ESP). La cartera de productos incluye microcontroladores, semiconductores de potencia y sensores. En el año fiscal 2019 (finales de septiembre), las ventas del segmento ascendieron a 3.503 millones de euros.

- Control de potencia industrial (IPC): la división industrial de la compañía agrupa semiconductores y módulos de potencia que se utilizan en la generación, transmisión y consumo de energía eléctrica. Los campos de aplicación incluyen el control de accionamientos eléctricos para aplicaciones industriales, como máquinas y locomotoras, y electrodomésticos. Los componentes semiconductores también se utilizan en módulos para la generación de energía renovable en plantas de energía solar y eólica, así como en la transmisión y conversión de energía. IPC generó ventas de 1.418 millones de euros en el año fiscal 2019 .

- Sistemas de alimentación y sensores (PSS): la división PSS combina el negocio con chips para fuentes de alimentación de bajo consumo y aplicaciones de alta frecuencia. Estos se utilizan principalmente en bienes de consumo como televisores, consolas de juegos, PC, dispositivos móviles y en servidores de computadoras. PMM generó ventas de 2.445 millones de euros en el año fiscal 2019.

- Soluciones de seguridad digital: la división DSS suministra microcontroladores para tarjetas SIM para telefonía móvil, chips de seguridad para tarjetas de pago y tarjetas de autorización de acceso, así como soluciones basadas en chips para pasaportes, tarjetas de identificación y otros documentos oficiales. Por ejemplo, Infineon está suministrando una parte sustancial de los chips para la nueva tarjeta de identidad alemana. Además, DSS desarrolla soluciones para aplicaciones con requisitos de alta seguridad, como televisión de pago, informática de confianza y comunicación de campo cercano (NFC). La facturación de esta división fue de 642 millones de euros en 2019.

Las dos divisiones IPC y PMM se crearon dividiendo la división Industrial y Multimercado el 1 de enero de 2011.

## Información financiera
| Año          | 2013   | 2014   | 2015   | 2016   | 2017   | 2018   | 2019   |
| ------------ | ------ | ------ | ------ | ------ | ------ | ------ | ------ |
| Ventas       | 3.843  | 4.320  | 5.795  | 6.473  | 7.063  | 7.599  | 8.029  |
| Ingreso neto | 0.272  | 0.535  | 0.632  | 0.743  | 0.790  | 1.075  | 0.870  |
| Activo       | 5.905  | 6.438  | 8.741  | 9.087  | 9.945  | 10.879 | 13.412 |
| Empleados    | 26,725 | 29,807 | 35,424 | 36,299 | 37,479 | 40,100 | 41,418 |